# 대관령 자연휴양림
대관령 자연휴양림은 1988년 대한민국에서 처음으로 조성된 자연휴양림으로 산과 바다를 동시에 즐길 수 있는 곳이다. 특히 대관령 자연휴양림에 있는 금강송 숲은 1920년대 사람이 씨를 뿌려 조성한 최초의 소나무 숲으로 산림청에서 뽑은 전국 3대 미림 중 하나이며 그 생김새가 빼어나고 학술적 가치가 높다.
대관령휴양림의 계곡은 집수구역이 넓어 사계절 내내 수량이 많고 깨끗해서 음용수로도 사용한다. 계곡의 곳곳에 물과 바위가 연출하는 비경이 크고 작은 폭포가 더해져 저절로 탄성르 자아내기 충분하다. 시설은 동서를 가로지르는 솔고개를 중심으로 남과 북으로 나뉘어 있으며 북쪽지역에는 숙박시설 위주로 남쪽지역에는 볼거리와 즐길거리 위주로 구성되어 있다.
숙박시설로는 '숲속의 집', '산림문화 휴양관'과 '숲 속 수련장'이 마련되어 있으며, 옛 영서주민들이 영동 와서 마련해간 먹거리를 도둑질하던 곳이라는 '도둑재'까지 왕복 2km의 구간으로 등산로가 마련되어 가족과 함께 가벼운 등산을 하기에 알맞다. 또한 계절별로 다양한 체험거리가 있는데 겨울에는 빙판장과 눈썰매장을 조성해 다양한 겨울놀이를 즐길 수 있다.